# Валенсия Места, Алекс
А́лекс Даниэ́ль Вале́нсия Ме́ста (исп. Álex Daniel Valencia Mesta; род. 2 февраля 2006) — мексиканский футболист, полузащитник клуба «Сантос Лагуна».

## Клубная карьера
Валенсия — воспитанник клуба «Сантос Лагуна».

## Международная карьера
В 2023 году в составе юношеской сборной Мексики Валенсия выиграл юношеском Кубке КОНКАКАФ в Гватемале. На турнире он сыграл в матчах против сборных Кюрасао, Гватемалы и дважды Панамы. В поединке против кюрасайцев Алекс забил гол.

## Достижения
Международные
 Мексика (до 17)
- Победитель Юношеского кубка КОНКАКАФ — 2023